# Cheiridium perreti
Espèce
Cheiridium perreti est une espèce de pseudoscorpions de la famille des Cheiridiidae.

## Distribution
Cette espèce se rencontre au Kenya et aux Émirats arabes unis.

## Description
Le mâle holotype mesure 1,13 mm et les femelles de 1,00 à 1,06 mm.

## Étymologie
Cette espèce est nommée en l'honneur de Jean-Luc Perret.

## Publication originale
- Mahnert, 1982 : Die Pseudoskorpione (Arachnida) Kenyas 2. Feaellidae; Cheiridiidae. Revue Suisse de Zoologie, vol. 89, no 1, p. 115-134 (texte intégral).